# Baldovino d'Avesnes
Baldovino d'Avesnes (Bièvre, settembre 1219 – Avesnes-sur-Helpe, 10 aprile 1295) è stato un cavaliere medievale francese.
Fu il figlio di Burcardo d'Avesnes e di sua moglie Margherita II di Fiandra. Il matrimonio dei suoi genitori venne successivamente dichiarato illegittimo, poiché suo padre aveva già ricevuto ordini minori. Baldovino fu successivamente dichiarato legittimo dal papa, su richiesta del re Luigi IX di Francia. Nel 1246 Baldovino ricevette Beaumont in appannaggio.
Per tutta la vita fu in conflitto, insieme al fratello Giovanni d'Avesnes, contro i fratellastri del secondo matrimonio di sua madre con Guglielmo II di Dampierre. Si raccontava che egli fosse il responsabile dell'incidente che uccise il fratellastro Guglielmo III di Dampierre durante un torneo a Trazegnies. Dopo l'editto di Péronne e la morte di suo fratello Giovanni, si riconciliò con sua madre, che lo mandò a Namur in una spedizione di vendetta.
Nel 1287 Baldovino vendette Dunkerque e Warneton a Guido di Dampierre, conte delle Fiandre. È anche conosciuto come cronista, essendo l'autore di una Chronique Universelle.

## Ascendenza
|                               |                        |                         | Genitori                 |  |  | Nonni |  |  | Bisnonni         |  |  | Trisnonni           |  |
|                               |                        |                         |                          |  |  |       |  |  | Nicola d'Avesnes |  |  | Gualtiero d'Avesnes |  |
|                               |                        |                         |                          |  |  |       |  |  | Nicola d'Avesnes |  |  | Gualtiero d'Avesnes |  |
|                               |                        | Ida di Mortagne         |                          |  |  |       |  |  | Nicola d'Avesnes |  |  |                     |  |
| Giacomo I d'Avesnes           |                        |                         |                          |  |  |       |  |  | Nicola d'Avesnes |  |  |                     |  |
|                               |                        | Matilde di La Roche     | Enrico IV di Lussemburgo |  |  |       |  |  |                  |  |  |                     |  |
|                               |                        | Matilde di La Roche     | Enrico IV di Lussemburgo |  |  |       |  |  |                  |  |  |                     |  |
|                               |                        | Matilde di La Roche     | Lauretta di Fiandra      |  |  |       |  |  |                  |  |  |                     |  |
| Burcardo d'Avesnes            |                        | Matilde di La Roche     |                          |  |  |       |  |  |                  |  |  |                     |  |
|                               |                        | Bernardo di Guise       | ?                        |  |  |       |  |  |                  |  |  |                     |  |
|                               |                        | Bernardo di Guise       | ?                        |  |  |       |  |  |                  |  |  |                     |  |
|                               |                        | Bernardo di Guise       | ?                        |  |  |       |  |  |                  |  |  |                     |  |
| Adeline di Guise              |                        | Bernardo di Guise       |                          |  |  |       |  |  |                  |  |  |                     |  |
|                               |                        | ?                       | ?                        |  |  |       |  |  |                  |  |  |                     |  |
|                               |                        | ?                       | ?                        |  |  |       |  |  |                  |  |  |                     |  |
|                               |                        | ?                       | ?                        |  |  |       |  |  |                  |  |  |                     |  |
| Baldovino d'Avesnes           |                        | ?                       |                          |  |  |       |  |  |                  |  |  |                     |  |
|                               | Baldovino V di Hainaut | Baldovino IV di Hainaut |                          |  |  |       |  |  |                  |  |  |                     |  |
|                               | Baldovino V di Hainaut | Baldovino IV di Hainaut |                          |  |  |       |  |  |                  |  |  |                     |  |
|                               | Baldovino V di Hainaut | Alice di Namur          |                          |  |  |       |  |  |                  |  |  |                     |  |
| Baldovino I di Costantinopoli | Baldovino V di Hainaut |                         |                          |  |  |       |  |  |                  |  |  |                     |  |
|                               |                        | Margherita I di Fiandra | Teodorico di Alsazia     |  |  |       |  |  |                  |  |  |                     |  |
|                               |                        | Margherita I di Fiandra | Teodorico di Alsazia     |  |  |       |  |  |                  |  |  |                     |  |
|                               |                        | Margherita I di Fiandra | Sibilla d'Angiò          |  |  |       |  |  |                  |  |  |                     |  |
| Margherita II di Fiandra      |                        | Margherita I di Fiandra |                          |  |  |       |  |  |                  |  |  |                     |  |
|                               |                        | Enrico I di Champagne   | Tebaldo II di Champagne  |  |  |       |  |  |                  |  |  |                     |  |
|                               |                        | Enrico I di Champagne   | Tebaldo II di Champagne  |  |  |       |  |  |                  |  |  |                     |  |
|                               |                        | Enrico I di Champagne   | Matilde di Carinzia      |  |  |       |  |  |                  |  |  |                     |  |
| Maria di Champagne            |                        | Enrico I di Champagne   |                          |  |  |       |  |  |                  |  |  |                     |  |
|                               |                        | Maria di Francia        | Luigi VII di Francia     |  |  |       |  |  |                  |  |  |                     |  |
|                               |                        | Maria di Francia        | Luigi VII di Francia     |  |  |       |  |  |                  |  |  |                     |  |
|                               |                        | Maria di Francia        | Eleonora d'Aquitania     |  |  |       |  |  |                  |  |  |                     |  |
|                               |                        | Maria di Francia        |                          |  |  |       |  |  |                  |  |  |                     |  |